# 카밀 매너
커밀 마나(Camille Mana, 영어 발음: /ˈmɑːnə/, 1983년 9월 1일 ~ )는 미국의 배우이다.
오렌지군에서 태어났다.

## 영화
- 스피드-데이팅 (2010년)
- 하이 스쿨 (2010년)
- 더 씽스 위 캐리 (2009년)
- 노먼 (2009년)
- 칼리지 (2008년) - 헤더 역
- 스마트 피플 (2008년) - 미시 친 역
- 원 온 원 (2001년)